# Dsmitryj Rekisch
Dsmitryj Rekisch (belarussisch Дзмітрый Рэкіш; russisch Дмитрий Рекиш/Dmitri Rekisch; * 14. September 1988 in Bobruisk, Sowjetunion) ist ein belarussischer Fußballspieler. Er steht bei Torpedo Schodsina unter Vertrag.

## Vereinskarriere
Dzmitry Rekish begann seine Karriere zunächst bei SDUShOR-5 Babrujsk. Im Jahr 2003 kam Rekish zum FK Dinamo Minsk. In der Landeshauptstadt Minsk kam der Mittelfeldspieler zu Einsätzen in der ersten Mannschaft, welche in der Wyschejschaja Liha spielt, sowie der zweiten Mannschaft. Im Jahr 2008 spielte Rekish Leihweise für den FK Savit Mogilev, den Nachfolgeverein von Tarpeda Mahiljou. 2009 kehrte er zurück zum FK Dinamo, wo dieser regelmäßig zum Einsatz kam. Nach starken Leistungen bei der U-21 Europameisterschaft im Jahr 2011, wobei er mit seinem Heimatland im Spiel gegen Tschechien den 3. Platz erreichte und sich für Olympia qualifizieren konnte, wurden Vereine aus Europa auf ihn aufmerksam. Schließlich wechselte Rekish auf Leihbasis für 6 Monate zu Legia Warschau in die polnische Ekstraklasa. Nachdem er bei Legia kein Ligaspiel bestritt und Dinamo keinen Platz im Kader hatte, wurde er Vereinslos. Anfang November 2011 befand er sich im Probetraining bei Fortuna Düsseldorf.